# Porte Saint-Jacques
La porte Saint-Jacques ou porte Notre-Dame-des-Champs était l'une des portes de l'enceinte de Philippe Auguste, à Paris, en France.

## Situation
Elle était située rue Saint-Jacques, entre la rue Saint-Hyacinthe-Saint-Michel ouverte en 1650 sur le tracé de l'enceinte lors de sa suppression, disparue lors du prolongement de la rue Soufflot vers le boulevard Saint-Michel en 1877 et la rue des Fossés-Saint-Jacques, précisément entre les numéros 151 bis et 172 de la rue Saint-Jacques avec une avant-porte entre les numéros 161 et 184 à l'angle des rues des Fossés-Saint-Jacques et Malebranche.
Une plaque commémorative rappelle son emplacement sur l'immeuble sis au 172, rue Saint-Jacques. 

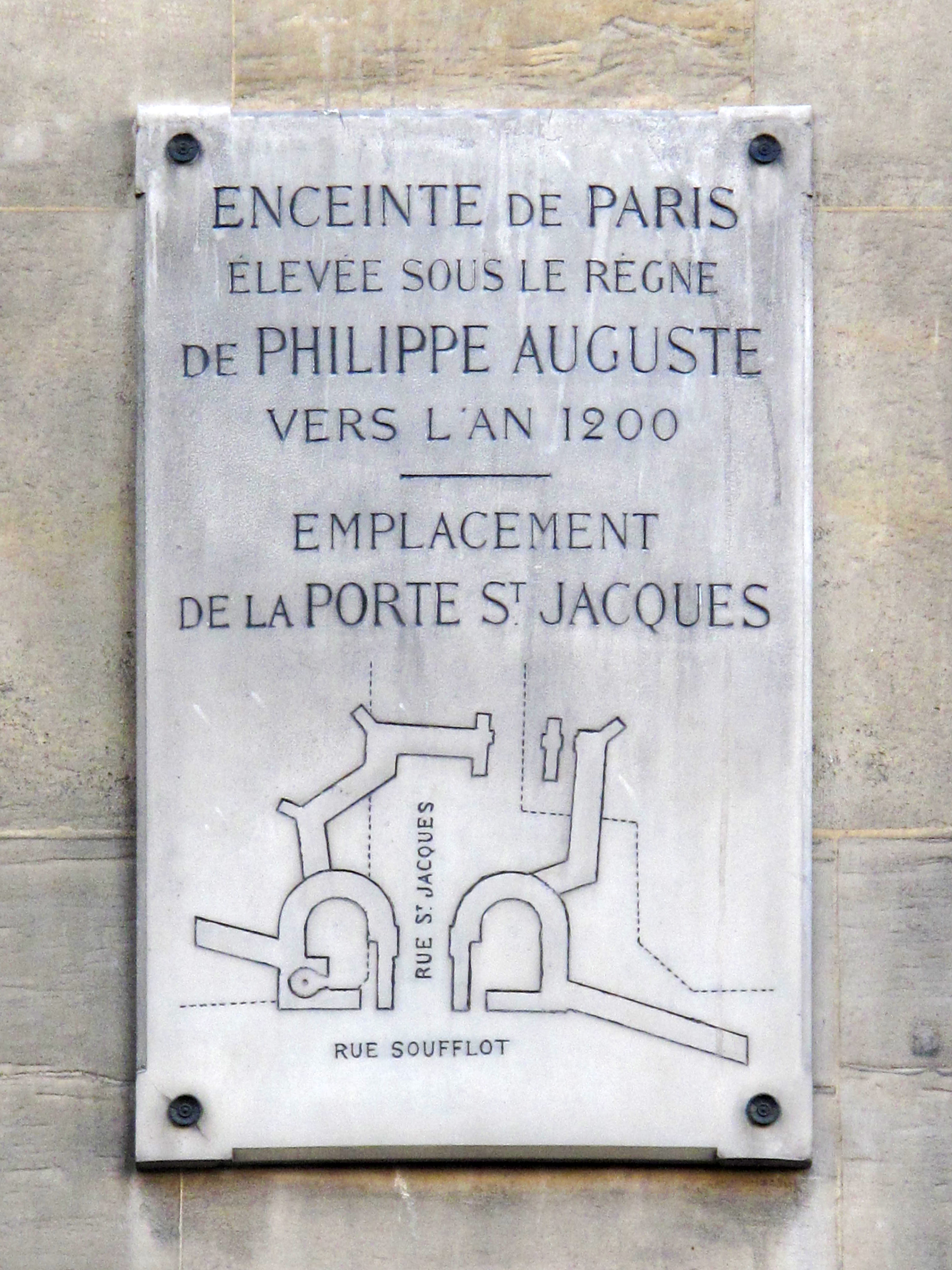
Plaque commémorative rue Saint-Jacques.

## Origine du nom
Elle tenait son nom de la rue Saint-Jacques où elle était située.

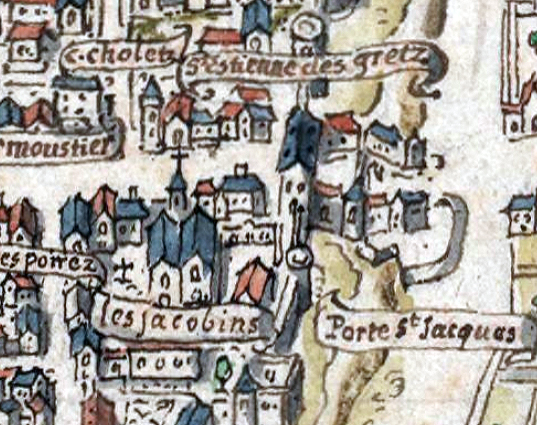
La porte Saint-Jacques sur le plan de la Tapisserie (1540).
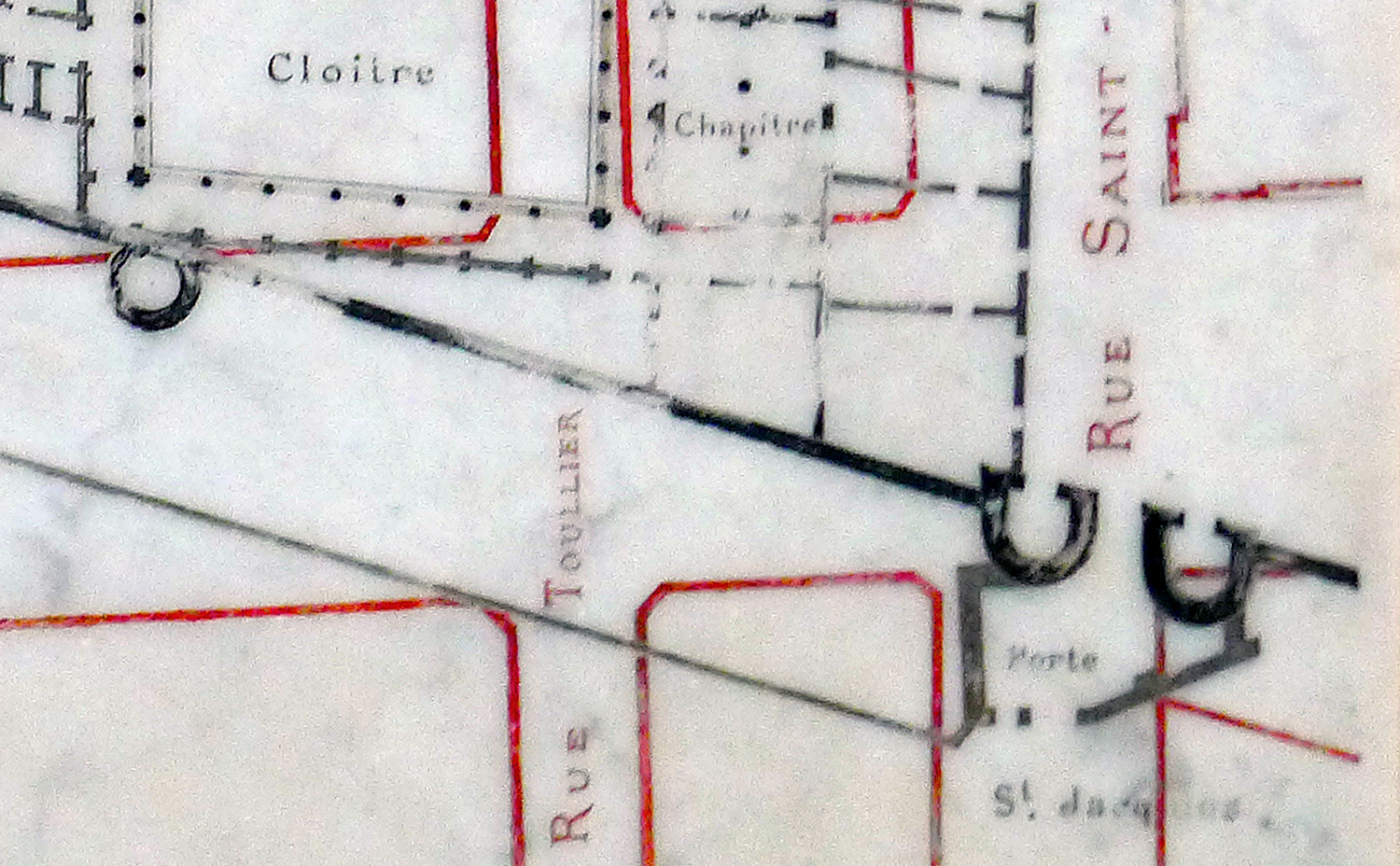
Position de la porte (en noir) par rapport à la voirie actuelle (en rouge).

## Historique
Cette porte, construite vers 1200, fut détruite en 1684.

## Description
La porte Saint-Jacques est la seule de l'enceinte pour laquelle nous disposons d'un relevé précis.
La porte s'inscrivait dans un rectangle de 20 m sur 10 encadrée de deux tours de 8 m de diamètre. Sa voûte en arc brisé était de 2,80 à 3,80 m de largeur et de 3 m de hauteur au sommet de l'arc. Des herses étaient manœuvrées de la salle au-dessus de la voûte. Des machines de guerre pouvaient être placées sur la plate-forme du bâtiment couronnée de créneaux. La porte n'avait pas de pont-levis à l'origine, le fossé extérieur au rempart n'ayant été creusé que sous Charles V et le pont construit en 1417. Des salles latérales pouvaient contenir une petite garnison.
Les autres portes de l'enceinte auraient été du même modèle.
Le 13 avril 1436, c'est par cette porte que les troupes de Jean de Villiers de L'Isle-Adam entrent dans Paris, ce qui permet ensuite l'arrivée solennelle du roi Charles VII.